# George Murray (golfer)
George Murray (10 juni 1983) is een professional golfer uit Schotland. Hij werd geboren in Anstruther, aan de kust ten zuidzuidoosten van St Andrews.

## Amateur
George Murray had een goede amateurcarrière. Hij won het Schots amateurkampioenschap in 2004. 

### Gewonnen
- 2004: Schots Amateur Kampioenschap

## Professional
In 2006 werd Murray professional nadat hij op de Tourschool de Final Stage had bereikt en zich daardoor kwalificeerde voor de Europese Challenge Tour. 

Het jaar 2010 was belangrijk. Hij won in Aviemore de Scottish Hydro Challenge, waar hij een jaar eerder Carrie ten huwelijk vroeg, met wie hij in 2011 trouwde. Ook werd hij nummer 3 van de Order of Merit en promoveerde hij naar de Europese PGA Tour van 2011.

In 2011 en 2012 speelde hij op de Europese Tour. In 2011 werd hij 3de bij het Alfred Dunhill Links Championship en incasseerde de grootste cheque van zijn carrière. In november werd hij 2de bij het Alfred Dunhill Championship in Zuid-Afrika, bij elkaar ruin € 400.000, dus toen behield hij zijn speelrecht voor 2012. In 2012 behaalde hij slechts 1 top-10 plaats aan het begin van het jaar, en na 2012 moest hij weer terug naar de Challenge Tour.

### Gewonnen

#### Challenge Tour
- 2010: Scottish Hydro Challenge (-17)